# Urban eXperiment
L’Urban eXperiment ou UX, est une agrégation de groupes clandestins, basée à Paris, qui utilisent et aménagent les espaces délaissés de la ville à des fins non lucratives. Ces groupes sont apparus au début des années 1980, dans le Quartier latin. À l'origine essentiellement composés de collégiens et collégiennes des alentours, ils se sont rapidement diversifiés socio-culturellement, dans le même temps qu'ils se structuraient et segmentaient leurs activités.

## Histoire
Leurs premières tâches furent la reconnaissance et la pérennisation des moyens d'accès de ces délaissés urbains, qui furent par la suite le théâtre de toutes sortes de projets (d'expériences pour reprendre leur terme), notamment culturels, comme l'organisation d'événements artistiques tels que des festivals de films, ou des concerts clandestins, mais aussi des chantiers de restauration d'éléments de ce patrimoine oublié.
Toutes leurs actions sont restées totalement invisibles pendant plus d'une vingtaine d'années, grâce à un effort soutenu de désinformation de la part de l'UX. Il consista dans un premier temps à se camoufler derrière la population des visiteurs de friches et de souterrains parisiens — connue à partir de 1983 sous le nom de cataphiles — puis, plus tard, en des opérations de brouillage médiatique, destinées à détourner l'attention des autorités, par le biais de reportages entretenant la confusion autour de la vie souterraine parisienne.
Mais en août 2004, une dénonciation anonyme fit découvrir à la police une salle de projection clandestine utilisée par La Mexicaine de Perforation – la section de l'UX qui s'occupait des événements artistiques. Afin d'éviter que la rumeur ne remplace l'information, la Préfecture de Police fit un communiqué à la presse, qui donna lieu le 3 septembre à une première dépêche. Ce fait divers fut l'objet d'un nombre inhabituellement important d'articles, aussi bien en France (RTL, Le Parisien, Libération, Canal+, etc.) qu'à l'étranger (Herald Tribune, BBC, San Francisco Chronicle, El Sol De Zacatecas, Stuttgarter Zeitung, etc.). . « Tous issus en grande partie de la dépêche initiale et sans réelle information supplémentaire, ces articles font largement apparaître les limites du copié-collé en matière de journalisme ».
On trouvera malgré tout quelques heureuses exceptions au milieu de ces reportages souvent non-documentés, parmi lesquels un article du Guardian, ainsi qu'un autre du Monde. Ce dernier sera même repris dans un questionnaire soumis en 2005 aux candidats à l’Examen de francés de la universidad de Río de Janeiro.
Trois ans plus tard, une nouvelle série d'articles plus importante encore – allant du Monde, au San Francisco Chronicle, en passant par The Guardian – rapporte qu'une autre section de l'UX, les Untergunther, est passée devant la 29e chambre du tribunal correctionnel de Paris pour avoir restauré clandestinement l'horloge monumentale du Panthéon.
Ces derniers avaient en effet eu l'imprudence de proposer à l'administrateur du monument de remonter ladite horloge, à présent qu'elle était en parfait état de marche. Le Centre des monuments nationaux (CMN) avait immédiatement porté plainte contre ces « terroristes culturels » – comme la presse les avait surnommés – mais le tribunal refusa de les condamner, au motif que le délit de « restauration clandestine d'horloge monumentale » n'était pas inscrit au code pénal,.

## Sections d'activité

### Les Untergunther
Surnom de la section « Restauration » de l'UX. Les Untergunther entreprennent clandestinement des chantiers de restauration sur des parties non-visibles du patrimoine. Leur activité est limitée géographiquement à Paris intramuros. Lazar Kunstmann, le porte-parole d'Untergunther, communique avec les médias sur les projets qui ont été découverts par la police ou par le grand public.
Le 23 novembre 2007, ils passèrent en procès à la 29e chambre du tribunal correctionnel de Paris, pour avoir restauré clandestinement l'horloge monumentale du Panthéon.
Les Untergunther avaient proposé à l'administrateur du monument, M. Bernard Jeannot, de remonter ladite horloge, à présent qu'elle était en parfait état de marche. Le directeur adjoint (aujourd'hui directeur) alla même jusqu'à engager un horloger dans le but de reconditionner l’horloge, afin de la rétablir dans l'état d'avant le passage des Untergunther, mais l'horloger se contenta de retirer une pièce.
La plainte du CMN pour « restauration clandestine d'horloge monumentale » fut rejetée par le tribunal, et les Untergunther furent relaxés.
En 2018, le CMN décide de la remettre en service. Il est fait appel au même horloger, Jean-Baptiste Viot, membre des Untergunther qui l'avait réparée en 2006.

### La Mexicaine de Perforation
Surnom de la section « Événements artistiques » de l’UX, La Mexicaine de Perforation (ou LMDP) organise notamment des projections cinématographiques clandestines. 
Ce mouvement fut connu des médias et du grand public lorsque la police française découvrit, le 24 août 2004 dans les anciennes carrières sous le Palais de Chaillot, un complexe clandestin d'environ 300 m2 comprenant une salle de projection appelée « les Arènes de Chaillot ». Après une première intervention de constat effectuée, une affichette fut découverte lors de la deuxième visite, sur laquelle était écrit « Ne cherchez pas ». Le complexe avait été entièrement déménagé.